# Florence (Kansas)
Florence è una città della contea di Marion, Kansas, Stati Uniti. La città è intitolata alla figlia del terzo governatore del Kansas, Samuel J. Crawford. Al censimento del 2010, la popolazione della città era di 465 abitanti.

## Geografia fisica
Secondo lo United States Census Bureau, ha un'area totale di 0,77 mi² (1,99 km²).

## Storia

### Gli inizi
Per millenni, le Grandi Pianure del Nord America erano abitate da nativi americani nomadi. Queste tribù erano gli Arapaho, i Cheyenne, i Comanche, i Kansa, i Kiowa, gli Osage, i Pawnee e i Wichita. Dal XVI al XVIII secolo, il Regno di Francia rivendicò la proprietà di vaste aree del Nord America. Nel 1762, dopo la guerra franco-indiana, la Francia cedette segretamente la Nuova Francia alla Spagna, secondo il trattato di Fontainebleau.

### XIX secolo
Nel 1802, la Spagna restituì la maggior parte delle terre alla Francia. Nel 1803, la maggior parte delle terre dell'odierno Kansas furono acquistate dagli Stati Uniti dalla Francia come parte di 828.000 miglia dell'Acquisto della Louisiana per 2,83 cent l'acro.
Nel 1806, Zebulon Pike condusse la spedizione di Pike verso ovest da St. Louis, Missouri, di cui parte del viaggio seguì il fiume Cottonwood attraverso la contea di Marion vicino alle attuali città di Florence, Marion e Durham.
Nel 1854 fu organizzato il Territorio del Kansas, e più tardi, nel 1861, il Kansas divenne il 34º stato degli Stati Uniti. Nel 1855, la contea di Marion fu istituita all'interno del Territorio del Kansas, che comprendeva le terre dell'odierna Florence.
I primi coloni nella contea di Marion abitavano sul Doyle Creek, vicino all'attuale sito di Florence. Erano Moses Shane, che arrivò nel 1858 e la cui morte l'anno successivo fu la prima nella contea; Patrick Doyle, nel 1859, per il quale gli furono intitolati il Doyle Creek e la Township, e una famiglia di nome Welsh, responsabili della prima nascita di un bambino nella contea, nell'agosto 1859. Un ufficio postale era esistito a Doyle dal 26 novembre 1866 al 13 marzo 1871.
La Florence Town Company era gestita da un gruppo di uomini che appresero della rotta proposta dalla Atchison, Topeka and Santa Fe Railway, estesa da Emporia, così che scelsero il sito della città in cui la ferrovia avrebbe attraversato il fiume Cottonwood. Il 23 settembre 1870, su The Emporia News, venne annunciata la nascita di una nuova città chiamata "Florence" alla foce del Doyle Creek. La Florence Town Company fu costituita il 1º dicembre 1870 con Samuel J. Crawford come presidente. In precedenza, Crawford fu il terzo governatore del Kansas dal 1865 al 1868. Chiamò la città Florence, in onore di sua figlia, la signora Florence Crawford di Topeka. L'ufficio postale venne spostato da Doyle a Florence il 13 marzo 1871.
Nel 1871, la Atchison, Topeka and Santa Fe Railway estese una linea principale da Emporia attraverso Florence a Newton. Nel 1996, si fuse con la Burlington Northern Railroad e cambiò il nome con quello attuale, BNSF Railway. L'edificio del deposito della Santa Fe esiste ancora, ma è rimasto chiuso per decenni. La maggior parte della gente locale si riferisce ancora a questa ferrovia come la "Santa Fe".
Nel 1877, la Florence, El Dorado, and Walnut Valley Railroad Company costruì un ramo da Florence a El Dorado, nel 1881 fu esteso a Douglass, e successivamente ad Arkansas City. La linea venne affittata e gestita dalla Atchison, Topeka and Santa Fe Railway. La linea da Florence a El Dorado venne smantellata nel 1942. Il ramo originale collegava Florence, Burns, De Graff, El Dorado, Augusta, Douglass, Rock, Akron, Winfield e Arkansas City.
Già nel 1875, i leader della città di Marion organizzarono una riunione per prendere in considerazione la creazione di un ramo ferroviario da Florence. Nel 1878 fu fondata la Marion and McPherson Railway Company. Nel 1879 fu costruito un ramo da Florence a McPherson, nel 1880 fu esteso a Lyons, e nel 1881 fu esteso a Ellinwood. La linea venne affittata e gestita dalla Atchison, Topeka and Santa Fe Railway. La linea da Florence a Marion venne smantellata nel 1968. Nel 1992, la linea da Marion a McPherson fu venduta alla Central Kansas Railway. Nel 1993, dopo gravi danni provocati dalle inondazioni, la linea da Marion a McPherson fu anch'essa smantellata. Il ramo originale collegava Florence, Marion, Canada, Hillsboro, Lehigh, Canton, Galva, McPherson, Conway, Windom, Little River, Mitchell, Lyons, Chase ed Ellinwood.

### XX secolo
Fin dai suoi albori, la città è stata vittima di inondazioni. Nel giugno e luglio 1951, a causa delle forti piogge, fiumi e torrenti inondarono numerose città del Kansas, tra cui anche Florence. Molti serbatoi e argini furono costruiti nel Kansas come parte di una risposta alla "grande inondazione del 1951". Dal 1964 al 1968, la Marion Reservoir fu costruita a nord-ovest di Marion. A valle della Marion Reservoir, gli argini furono costruiti nelle zone basse di Marion e Florence.

## Società

### Evoluzione demografica
Secondo il censimento del 2010, la popolazione era di 465 abitanti.

### Etnie e minoranze straniere
Secondo il censimento del 2010, la composizione etnica della città era formata dal 95,1% di bianchi, lo 0,6% di afroamericani, lo 0,6% di nativi americani, lo 0,2% di asiatici, lo 0,0% di oceanici, lo 0,2% di altre razze, e il 3,2% di due o più etnie. Ispanici o latinos di qualunque razza erano il 3,4% della popolazione.